# Camineutis
Camineutis é um gênero de mariposa pertencente à família Acrolepiidae.